# Torre Guillermo (La Mata)
La torre Guillermo, datada entre los siglos XV y XVI, se encuentra en el término municipal de La Mata de Morella, en la comarca de Los Puertos, provincia de Castellón, formando parte del Molino de la Punta, junto al río Cantavieja, en la carretera que va de La Mata a Mirambel (provincia de Teruel).
Catalogada de forma genérica, por ser una construcción de carácter defensivo, como Bien de Interés Cultural, con número 12.01.075-012.
Se trata de una torre gótica, de planta cuadrada y con cuatro alturas, cuya misión era la protección de la masía adjunta. Presenta cubierta a cuatro aguas, conservando todavía las troneras y aspilleras destinadas a la protección de la masía.